# Rimou
Rimou é uma comuna francesa na região administrativa da Bretanha, no departamento Ille-et-Vilaine. Estende-se por uma área de 13,5 km². Em 2010 a comuna tinha 345 habitantes (densidade: 25,6 hab./km²).